# بالگردگاه مرکز درمانی ولی
بالگردگاه مرکز درمانی ولی (به انگلیسی: Valley Medical Center Heliport) یک فرودگاه خصوصی است. این فرودگاه در کشور ایالات متحده آمریکا قرار دارد و در ارتفاع ۴۸ متری از سطح دریا واقع شده است.